# لارامیدیا

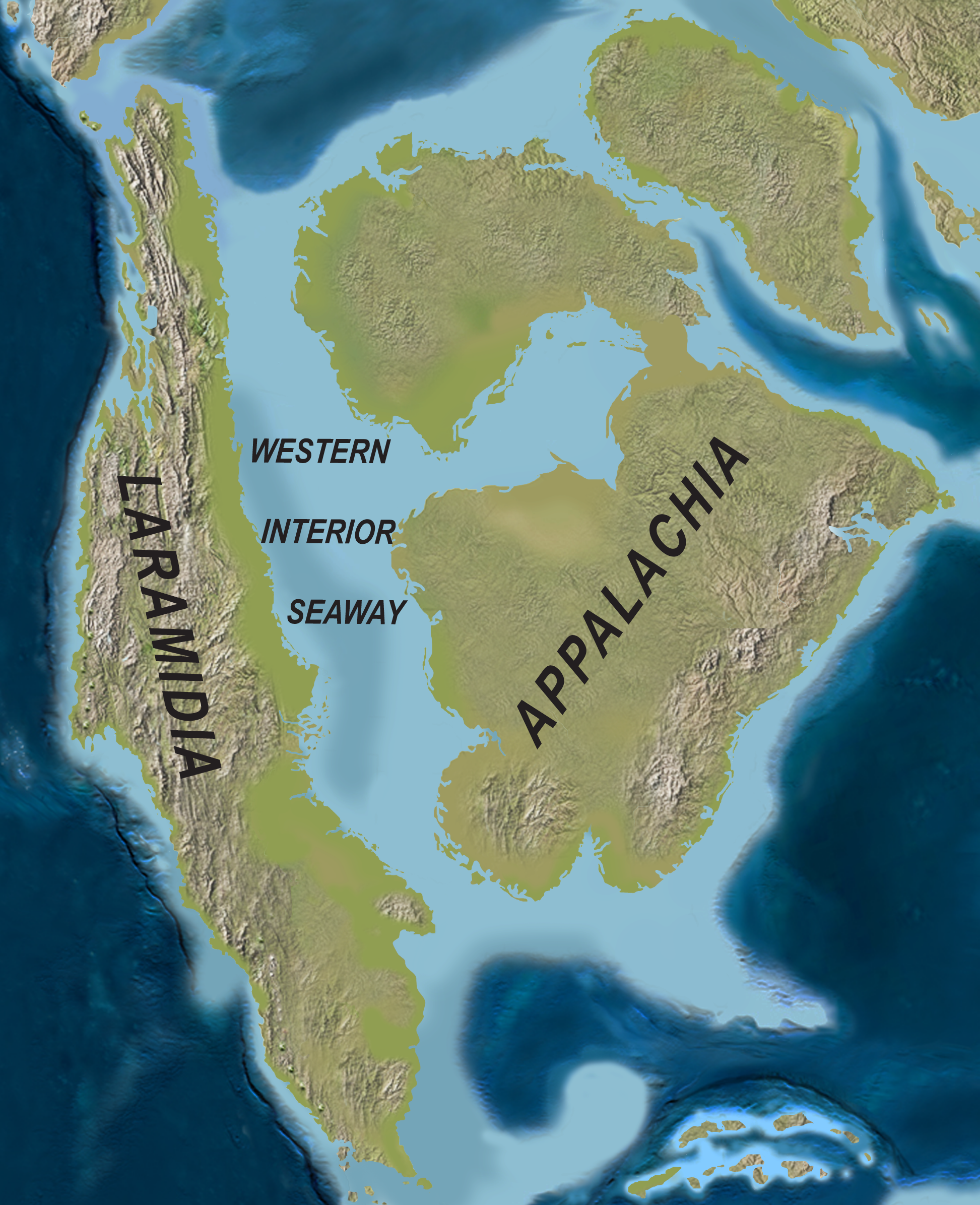
آمریکای شمالی در دوران کامپانین

لارامیدیا یک قاره جزیره‌ای بوده‌است که در دوره آخر کرتاسه یعنی ۹۹٫۶ تا ۶۶ میلیون سال قبل وجود داشته‌است. در آن زمان دریایی قاره آمریکای شمالی را به دو قسمت تقسیم می‌کرد. در دوره زمین‌شناسی مزوزوئیک، لارامیدیا یک خشکی جزیره‌ای بوده‌است که توسط یک دریا به نام دریای داخلی غربی از آپالاشیا در سمت شرق جدا شده بود. اما مسیر دریا به مرور کوچک‌تر شد و در داکوتا از آب‌های آزاد جدا ماند و در نهایت به سمت خلیج مکزیک و خلیج هادسون عقب‌نشینی کرد. پس از آن نیز خشکی‌های جدیدی به آن پیوستند و قاره آمریکای شمالی را تشکیل دادند.

## جغرافیا
لارامیدیا از آلاسکای امروزی تا مکزیک امتداد داشت. این منطقه سرشار از فسیل دایناسورها است. تیرانوساریدها، دونده‌خزندگان، ترودونتیدس‌ها، اردک‌منقاران، شاخ‌چهره‌سانان، ستبرسرخزندگان و تیتاناسورها برخی از گروه‌های دایناسورهایی هستند که در این سرزمین زندگی می‌کردند.
در ۱۵ میلیون سال پایانی دوره کرتاسه، یک گرادیان آب و هوایی بسیار متغیر در عرصه خشکی وجود داشت که به ایجاد فضای مناسب برای زندگی انواع مختلف دایناسورها کمک می‌کرد.

## جانوران

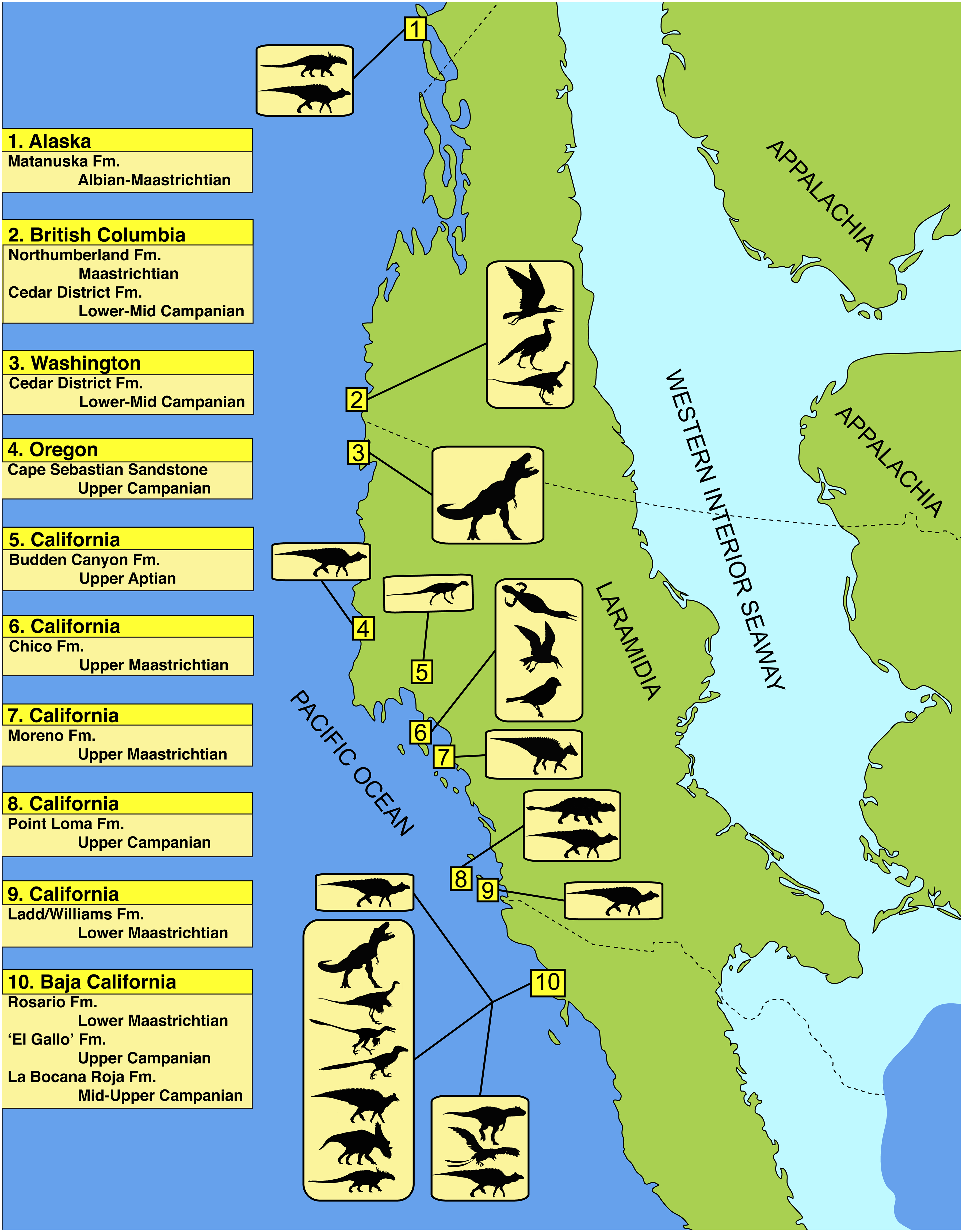
دایناسورهایی که در ساحل غربی یافت شدند

از عصر تورونی کرتاسه پسین تا آغاز دوره پالئوسن، لارامیدیا از آپالاشیا در سمت شرق جدا شد. در نتیجه، جانوران در آن زمان در هر بخش به طور متفاوتی تکامل یافتند.
شرایط زمین شناسی به طور کلی برای حفظ فسیل ها در لارامیدیا مساعد بود و غرب سرزمینی که هم اکنون ایالات متحده است را به یکی از پربازده ترین مناطق فسیلی در جهان تبدیل کرد.
اطلاعات کمی در مورد تنوع زیستی آپالاشیا در دوره کرتاسه وجود دارد، زیرا امروزه ذخایر فسیلی کمی در منطقه وجود دارد و نیمی از بسترهای فسیلی در آپالاشیا در طول عصر یخبندان پلیستوسن از بین رفته است. با این حال، بسترهای فسیلی که هنوز کشف نشده اند ممکن است در مناطقی از قاره آپالاشیای سابق وجود داشته باشند.
در دوره کرتاسه، در غرب آمریکای شمالی، تروپودهای غالب تیرانوسورها بودند که دایناسورهایی شکارچی با جثه بزرگ و سرهای به نسبت عظیمی که برای جدا کردن گوشت از طعمه بودند. در لارامیدیا تروپودهای Tyrannosaurinae مانند Tyrannosaurus rex ، Nanuqsaurus hoglundi ، Daspletosaurus ، Teratophoneus و تروپودهای Albertosaurinae مانند Albertosaurus و Gorgosaurus وجود داشتند که همگی در یک خانواده Tyrannosaurus قرار دارند. تیرانوسورها برخلاف بازوهای به نسبت کوچک، بدن، سر و پاهای بزرگی داشتند. دندان دایناسورها در این خانواده به نسبت بزرگ بود که به آسیب جدی به طعمه ها کمک می کرد.
یکی دیگر از گروه‌های رایج دایناسورهای آمریکای شمالی، هادروسورها بودند که به اصطلاح دایناسورهای "اردک منقار" نامیده می‌شوند. پیشینه فسیلی، تنوع شگفت انگیزی از اشکال هادروسور را در لارامیدیا نشان می دهد.
تفاوت های دیگر در این گونه ها، بین جانوران حاضر در سرزمین های خشکی و جزایر ظاهر می شود. به نظر می رسد که ساروپودها در دوره کرتاسه پس از انقراض در آپالاشیا، در لارامیدیا پرسه می زدند. گرچه به نظر می رسد که نودوسورها در آپالاشیا فراوان تر بوده اند. نودوسورها، دایناسورهای زرهی بزرگ و گیاهخواری بودند که فاقد دم چاقومانند در خویشاوندان غربی خود بودند. آن ها در اواخر کرتاسه در لارامیدیا بسیار کم جمعیت بودند و فقط در اشکالی مانند Edmontonia و Panoplosaurus وجود داشتند در حالی که نودوسورها در آپالاشیا رشد می کردند.